# Choszczno
Choszczno (německy Arnswalde) je město v severozápadním Polsku v Západopomořanském vojvodství v okrese Choszczno. V roce 2023 zde žilo přibližně 13 986 obyvatel. Na jih od centra města se nachází jezero Klukom.

## Pamětihodnosti
- Římskokatolický kostel Narození Panny Marie, gotická stavba ze 14. století s mohutnou věží v průčelí.
- Pozůstatky městských hradeb ze 14. a 15. století.

## Galerie

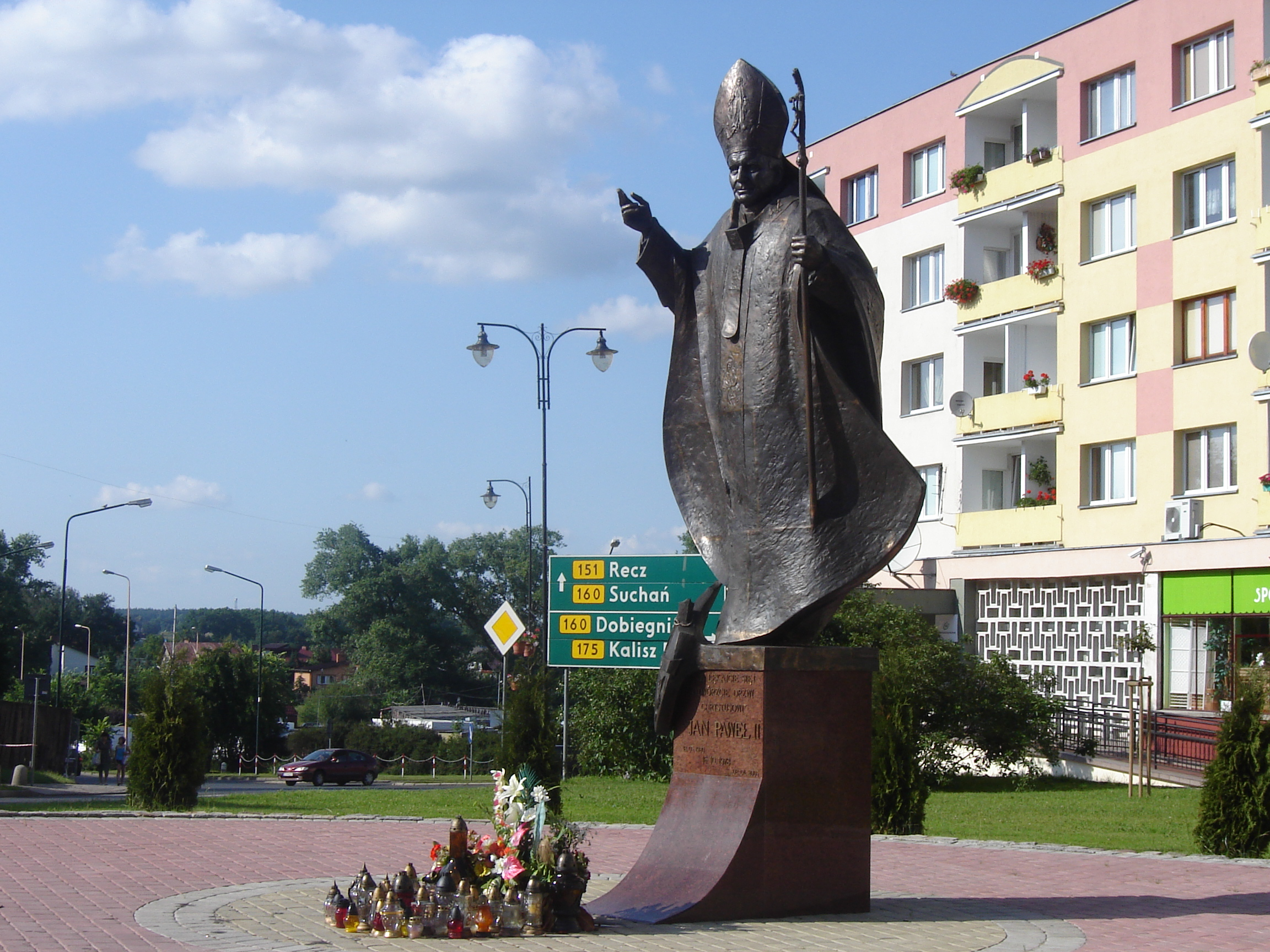
Pomník papeže Jana Pavla II.
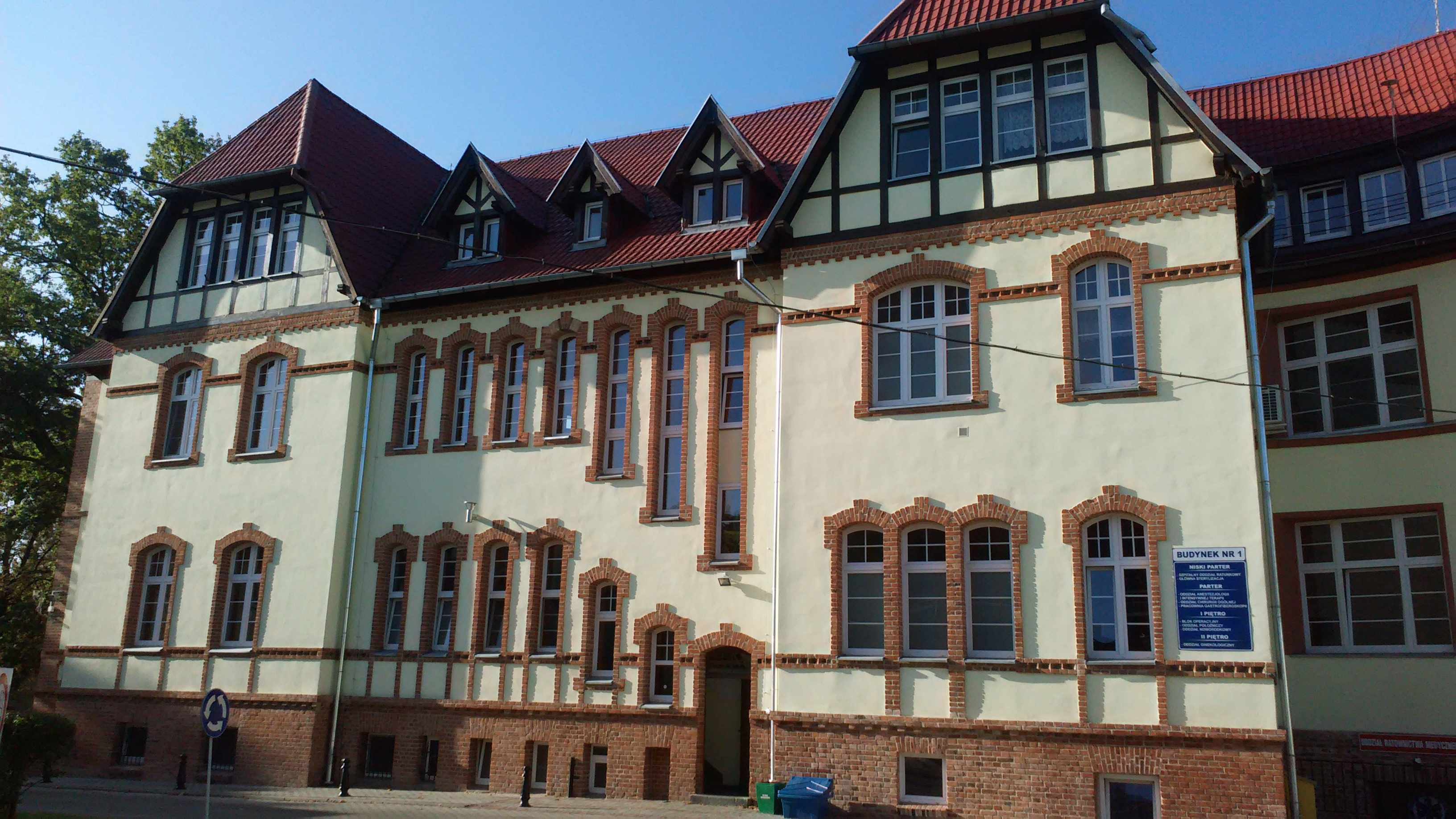
Nemocnice
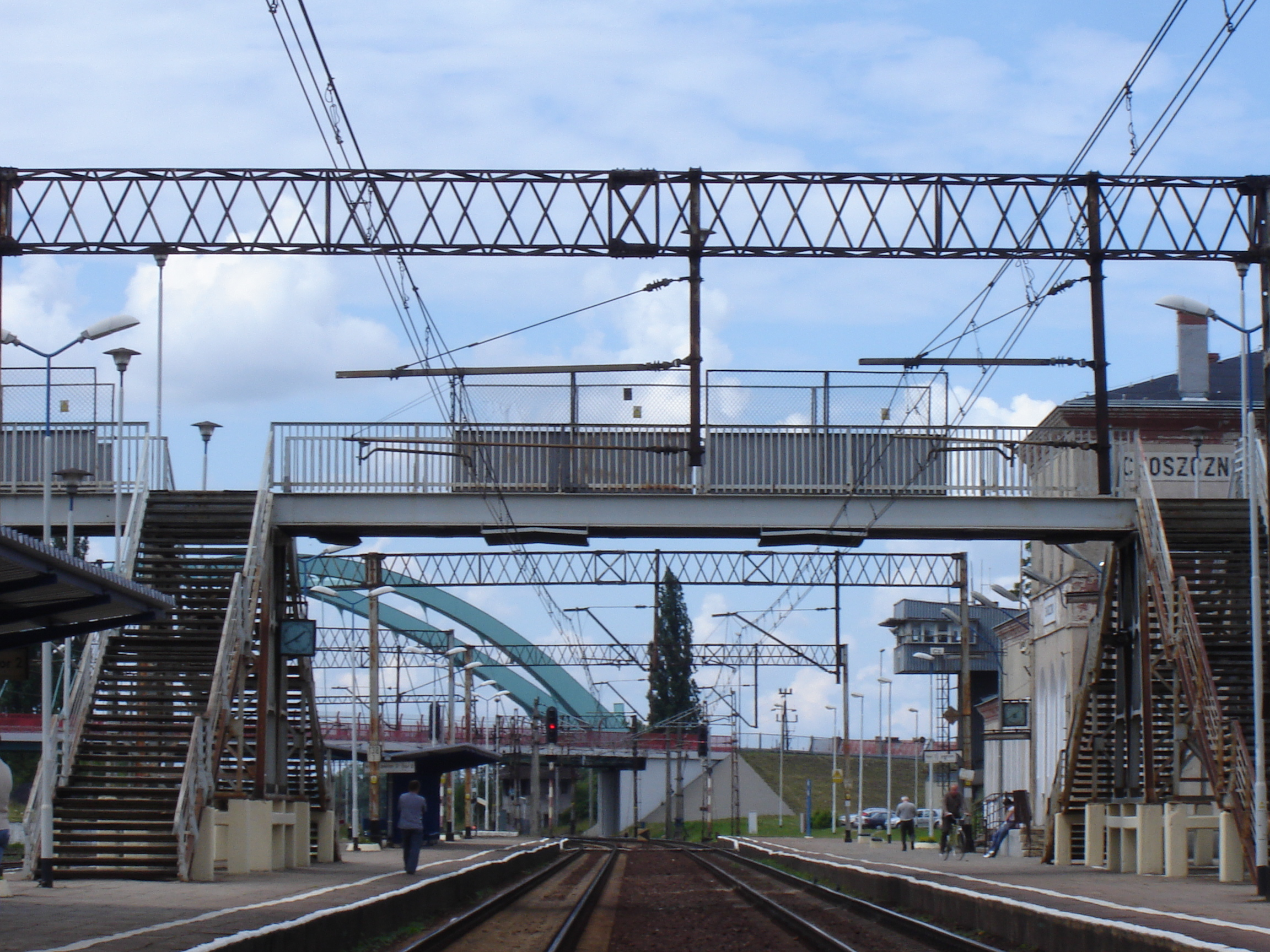
Železniční stanice
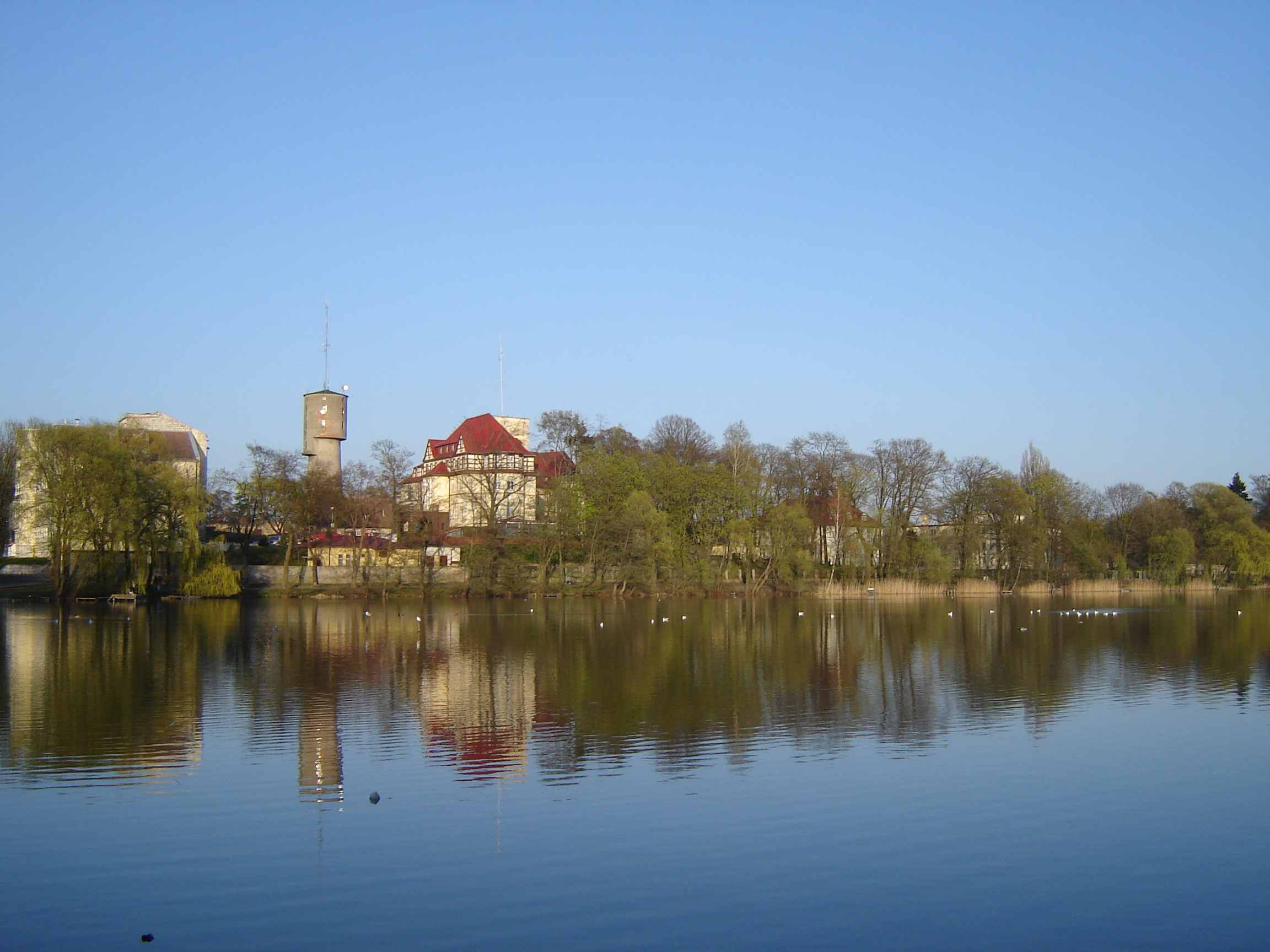
Jezero Klukom
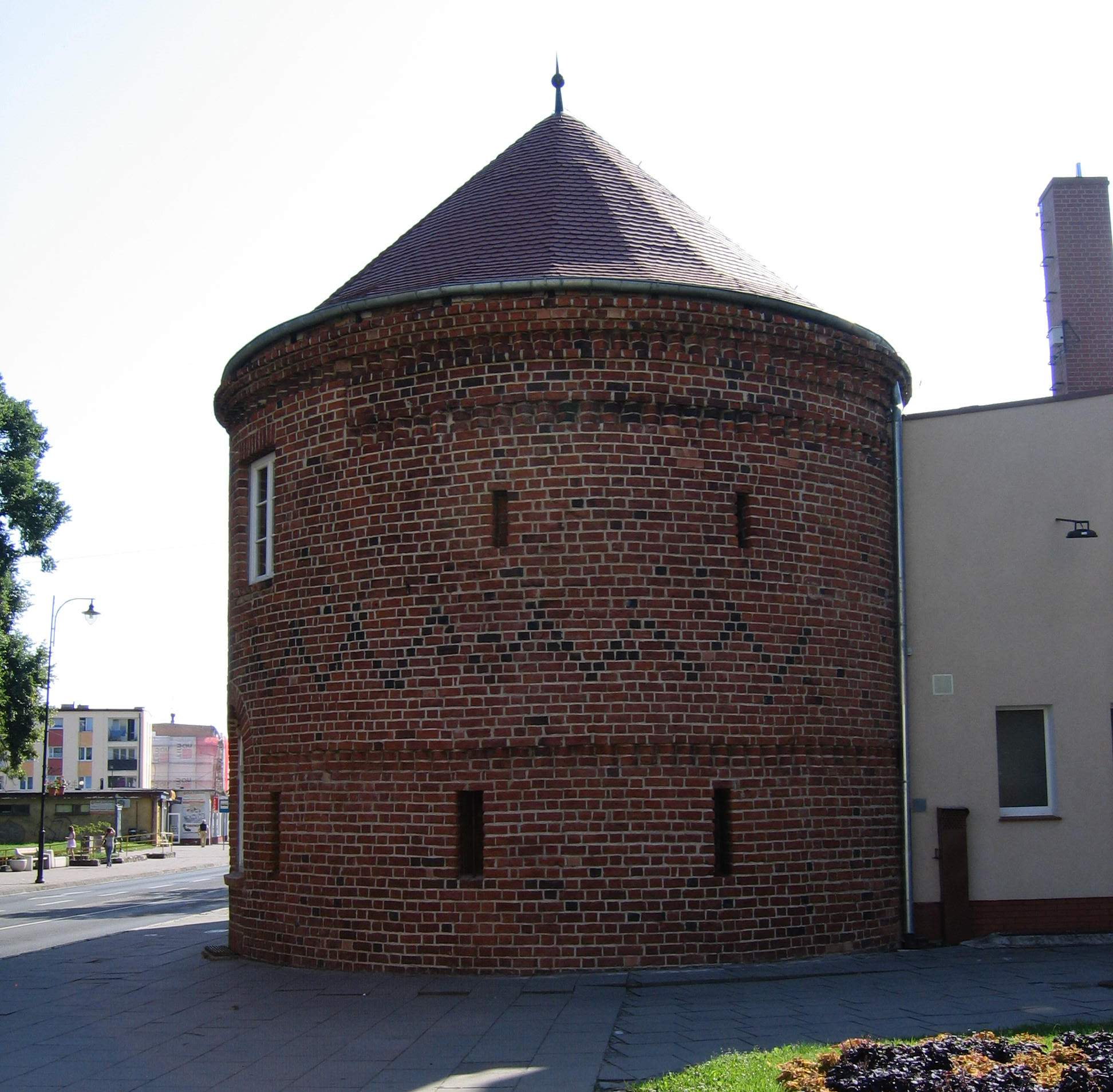
Věž kamenné brány
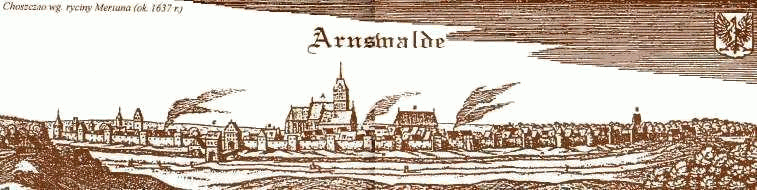
Arnswalde na Merianově rytině z roku 1637

## Partnerská města
- Alytus, Litva
- Fürstenwalde/Spree, Německo
- Spišská Belá, Slovensko
- Wolvega, Nizozemsko
- Wunstorf, Německo